# Grand Prix-wegrace van Duitsland 1986
De Grand Prix-wegrace van Duitsland 1986 was de derde Grand Prix van het wereldkampioenschap wegrace in het seizoen 1986. De races werd verreden op 25 mei 1986 op de Nürburgring nabij Nürburg. In de Duitse Grand Prix kwamen alle klassen aan de start. 

## Algemeen
Egbert Streuer/Bernard Schnieders (zijspanklasse) en Eddie Lawson (500cc-klasse) wonnen hun wedstrijden overtuigend. In de 250cc-race vierde Carlos Lavado zijn verjaardag met een overwinning en twee coureurs wonnen voor het eerst een WK-race: Luca Cadalora (125 cc) en Manuel Herreros (80 cc). De races werden onder zonnige omstandigheden voor ca. 70.000 toeschouwers verreden.

## 500cc-klasse

### De training
Lang stonden Eddie Lawson en Wayne Gardner op dezelfde (snelste) rondetijd, maar tegen het einde van de trainingen ging Lawson toch nog wat sneller en hij pakte poleposition. Rob McElnea werd enigszins verrassend derde, maar hij kon goed uit de voeten op de Nürburgring. Dat had hij in 1984 met de Suzuki al laten zien. Gardner had overigens nog steeds last van zijn knie na het startongeval tijdens de Grand Prix de Nations, maar nadat er vocht uit zijn knie werd gehaald ging het steeds beter. 

#### Trainingstijden
| Pos | Coureur            | Merk                        | Tijd    |
| --- | ------------------ | --------------------------- | ------- |
| 1.  | Eddie Lawson       | Marlboro-Agostini-Yamaha    | 1"42'56 |
| 2.  | Wayne Gardner      | Rothmans-HRC-Honda          | 1"42'83 |
| 3.  | Rob McElnea        | Marlboro-Agostini-Yamaha    | 1"42'93 |
| 4.  | Mike Baldwin       | Lucky Strike-Roberts-Yamaha | 1"43'11 |
| 5.  | Christian Sarron   | Gauloises-Sonauto-Yamaha    | 1"43'31 |
| 6.  | Randy Mamola       | Lucky Strike-Roberts-Yamaha | 1"43'63 |
| 7.  | Didier de Radiguès | Rollstar-Chevallier-Honda   | 1"32'85 |
| 8.  | Raymond Roche      | Rothmans-Katayama-Honda     | 1"44'36 |
| 9.  | Juan Garriga       | Cagiva                      | 1"45'19 |
| 10. | Ron Haslam         | ELF-Honda                   | 1"45'37 |

### De race
Didier de Radiguès had een uitstekende start, maar werd in de eerste ronde al achterhaald door Eddie Lawson. Terwijl de belangrijkste concurrenten (zonder de slecht gestarte Randy Mamola) hun posities bevochten ging Lawson ervandoor en na de eerste ronde had hij al een flinke voorsprong op De Radiguès, Wayne Gardner, Christian Sarron, Raymond Roche, Rob McElnea, Mike Baldwin en snelle starter Manfred Fischer, die van de zeventiende startplaats was gekomen. Gardner en Sarron bepaalden het tempo van de achtervolgers, dat McElnea en De Radiguès niet konden volgen. Fischer was met zijn productie-Honda RS 500 R toen al afgehaakt. Gardner, die met pijnstillende injecties reed, had moeite zich staande te houden tussen Sarron en Baldwin. Drie ronden voor het einde sloeg Sarron een klein gaatje, maar een ronde later viel hij doordat hij te veel gas gaf. Gardner wist toch tweede te worden voor Baldwin, McElnea, De Radiguès en de slecht gestarte Mamola. 

#### Uitslag 500cc-klasse
| Pos | Coureur             | Merk                        | Tijd      | Grid | Punten |
| --- | ------------------- | --------------------------- | --------- | ---- | ------ |
| 1   | Eddie Lawson        | Marlboro-Agostini-Yamaha    | 52"11'45  | 1    | 15     |
| 2   | Wayne Gardner       | Rothmans-HRC-Honda          | 52"24'35  | 2    | 12     |
| 3   | Mike Baldwin        | Lucky Strike-Roberts-Yamaha | 52"24'85  | 4    | 10     |
| 4   | Rob McElnea         | Marlboro-Agostini-Yamaha    | 52"40'46  | 3    | 8      |
| 5   | Didier de Radiguès  | Rollstar-Chevallier-Honda   | 52"47'23  | 7    | 6      |
| 6   | Randy Mamola        | Lucky Strike-Roberts-Yamaha | 53"03'32  | 6    | 5      |
| 7   | Raymond Roche       | Rothmans-Katayama-Honda     | 53"34'10  | 8    | 4      |
| 8   | Ron Haslam          | ELF-Honda                   | 53"38'19  | 10   | 3      |
| 9   | Gustav Reiner       | Bakker-Honda-Deutschland    | 53"38'52  | 11   | 2      |
| 10  | Dave Petersen       | HB-Gallina-Suzuki           | 53"38'94  | 12   | 1      |
| 11  | Manfred Fischer     | Hein Gericke-Honda          | + 1 ronde | 17   |        |
| 12  | Paul Lewis          | Skoal Bandit-Heron-Suzuki   | + 1 ronde | 13   |        |
| 13  | Boet van Dulmen     | Bakker-PDM-Honda            | + 1 ronde | 15   |        |
| 14  | Fabio Biliotti      | FMI-Honda                   | + 1 ronde | 18   |        |
| 15  | Henk van der Mark   | PDM-Honda                   | + 1 ronde | 16   |        |
| 16  | Pierfrancesco Chili | HB-Gallina-Suzuki           | + 1 ronde | 14   |        |
| 17  | Wolfgang von Muralt | Frankonia-Suzuki            | + 1 ronde | 26   |        |
| 18  | Simon Buckmaster    | Duckhams Oil-Honda          | + 1 ronde | 23   |        |
| 19  | Gerald Fischer      | Honda                       | + 1 ronde | 29   |        |
| 20  | Rob Punt            | Bakker-SNRT-Honda           | +2 ronden | 24   |        |
| 21  | Georg Jung          | Honda                       | +2 ronden | 25   |        |
| 22  | Maarten Duyzers     | Suzuki                      | +2 ronden | 27   |        |
| 23  | Bernd Steif         | Honda                       | +2 ronden | 32   |        |
| 24  | Andreas Leuthe      | Honda                       | +2 ronden | 31   |        |
| 25  | Thomas Lange        | Suzuki                      | +2 ronden | 28   |        |
| 26  | Dietmar Mayer       | Honda                       | +2 ronden | 34   |        |
| 27  | Josef Doppler       | Suzuki                      | +2 ronden | 35   |        |
| 28  | Helmut Schütz       | Honda                       | +2 ronden | 36   |        |
| 29  | Philippe Robinet    | Honda                       | +4 ronden | 38   |        |

#### Niet gefinisht
| Coureur          | Merk                     | Oorzaak | Grid |
| ---------------- | ------------------------ | ------- | ---- |
| Christian Sarron | Gauloises-Sonauto-Yamaha | Val     | 5    |
| Mile Pajic       | SNRT-Honda               | Val     | 19   |
| Bohumil Staša    | Honda                    |         | 37   |
| Rolf Aljes       | Honda                    |         | 30   |
| Pavol Dekánek    | Suzuki                   |         | 33   |
| Eero Hyvärinen   | Honda                    |         | 20   |
| Marco Gentile    | Écurie-Fior-Honda        |         | 21   |
| Vincenzo Cascino | Suzuki                   |         | 39   |
| Friedhelm Weber  | Honda                    |         | 40   |
| Juan Garriga     | Cagiva                   |         | 9    |

### Top tien tussenstand 500cc-klasse
| Pos. | Coureur            | Merk                        | Ptn. |
| ---- | ------------------ | --------------------------- | ---- |
| 1    | Eddie Lawson       | Marlboro-Agostini-Yamaha    | 42   |
| 2    | Mike Baldwin       | Lucky Strike-Roberts-Yamaha | 30   |
| 3    | Wayne Gardner      | Rothmans-HRC-Honda          | 27   |
| 4    | Randy Mamola       | Lucky Strike-Roberts-Yamaha | 25   |
| 5    | Christian Sarron   | Gauloises-Sonauto-Yamaha    | 14   |
| 6    | Didier de Radiguès | Rollstar-Chevallier-Honda   | 12   |
| 6    | Rob McElnea        | Marlboro-Agostini-Yamaha    | 12   |
| 8    | Raymond Roche      | Rothmans-Katayama-Honda     | 9    |
| 9    | Fabio Biliotti     | FMI-Honda                   | 5    |
| 9    | Boet van Dulmen    | Bakker-PDM-Honda            | 5    |

## 250cc-klasse

### De training
Dat Carlos Lavado, Toni Mang en Martin Wimmer de eerste startplaatsen bezetten was geen verrassing, maar vierde man Donnie McLeod met de Silverstone-Armstrong-Rotax was dat wel. Tuner Michael Schaftleitner had een nieuwe krukas ontwikkeld en die leverde flink wat extra vermogen op. Toch was ook het stuurwerk van McLeod zelf van belang, want hij kwam nog steeds 10 km/uur topsnelheid tekort ten opzichte van de japanse fabrieksracers. 

#### Trainingstijden
| Pos | Coureur          | Merk                        | Tijd    |
| --- | ---------------- | --------------------------- | ------- |
| 1.  | Carlos Lavado    | HB-Venemotos-Yamaha         | 1"47'69 |
| 2.  | Toni Mang        | Rothmans-HRC-Honda          | 1"47'81 |
| 3.  | Martin Wimmer    | Marlboro-Agostini-Yamaha    | 1"47'87 |
| 4.  | Donnie McLeod    | Silverstone-Armstrong-Rotax | 1"48'53 |
| 5.  | Jacques Cornu    | ELF-Parisienne-Honda        | 1"48'63 |
| 6.  | Tadahiko Taira   | Marlboro-Agostini-Yamaha    | 1"48'91 |
| 7.  | Sito Pons        | Campsa-HRC-Honda            | 1"48'95 |
| 8.  | Alan Carter      | JJ Cobas-Rotax              | 1"48'98 |
| 9.  | Pierre Bolle     | ELF-Parisienne              | 1"49'04 |
| 10. | Dominique Sarron | Rothmans-Honda              | 1"49'04 |

### De race
Martin Wimmer en Toni Mang startten allebei in het middenveld. Voor Mang was dat een slechte start, maar voor Wimmer eigenlijk een goede, want zijn Yamaha YZR 250 startte slecht en in de eerste twee races was hij bijna als laatste vertrokken. Dat overkwam nu Tadahiko Taira met zijn identieke machine. Jacques Cornu en Pierre Bolle waren met hun Parisiennes als snelsten weg, maar werden meteen gepasseerd door Fausto Ricci en Carlos Lavado. Die laatste nam al in de eerste ronde de leiding om ze niet meer af te staan. Wimmer en Mang drongen pas in de zevende ronde door tot de kopgroep, maar konden Lavado niet meer bedreigen. In plaats daarvan zorgden ze getweeën voor een spannende race. Ze wisselden regelmatig van positie, maar uiteindelijk werd Mang tweede met Wimmer in zijn slipstream. Voor Carlos Lavado was de overwinning een mooi verjaardagscadeau, want hij kwam nu ook alleen aan de leiding van het wereldkampioenschap te staan.

#### Uitslag 250cc-klasse
| Pos | Coureur              | Merk                        | Tijd      | Grid | Punten |
| --- | -------------------- | --------------------------- | --------- | ---- | ------ |
| 1   | Carlos Lavado        | HB-Venemotos-Yamaha         | 45"03'00  | 1    | 15     |
| 2   | Toni Mang            | Rothmans-HRC-Honda          | 45"13'62  | 2    | 12     |
| 3   | Martin Wimmer        | Marlboro-Agostini-Yamaha    | 45"13'94  | 3    | 10     |
| 4   | Jean-François Baldé  | Rothmans-Katayama-Honda     | 45"32'16  | 11   | 8      |
| 5   | Fausto Ricci         | HRC-Honda                   | 45"33'35  | 23   | 6      |
| 6   | Pierre Bolle         | ELF-Parisienne              | 45"33'69  | 9    | 5      |
| 7   | Jacques Cornu        | ELF-Parisienne-Honda        | 45"38'89  | 5    | 4      |
| 8   | Donnie McLeod        | Silverstone-Armstrong-Rotax | 45"41'00  | 4    | 3      |
| 9   | Tadahiko Taira       | Marlboro-Agostini-Yamaha    | 45"53'52  | 7    | 2      |
| 10  | Alan Carter          | JJ Cobas-Rotax              | 45"55'64  | 8    | 1      |
| 11  | Dominique Sarron     | Rothmans-Honda              | 45"56'00  | 10   |        |
| 12  | Jean Foray           | Yamaha                      | 46"01'76  | 17   |        |
| 13  | Carlos Cardús        | Campsa-Honda                | 46"05'10  | 12   |        |
| 14  | Siegfried Minich     | Honda                       | 46"10'12  | 18   |        |
| 15  | Stefano Caracchi     | Aprilia-Rotax               | 46"15'98  | 20   |        |
| 16  | Ian Newton           | Armstrong-Rotax             | 46"16'32  | 33   |        |
| 17  | Harald Eckl          | Honda                       | 46"16'58  | 21   |        |
| 18  | Stéphane Mertens     | Johnson-Yamaha              | 46"17'01  | 22   |        |
| 19  | Jean-Michel Mattioli | Yamaha                      | 46"20'14  | 13   |        |
| 20  | Herbert Hauf         | Honda                       | 46"21'48  | 34   |        |
| 21  | Maurizio Vitali      | Garelli                     | 46"29'10  | 36   |        |
| 22  | Roland Freymond      | Yamaha                      | 46"29'51  | 19   |        |
| 23  | Brent Jones          | Yamaha                      | 46"30'24  | 31   |        |
| 24  | Virginio Ferrari     | Total-Katayama-HRC-Honda    | 46"33'21  | 29   |        |
| 25  | Antonio Neto         | Yamaha                      | 46"35'78  | 25   |        |
| 26  | Hans Lindner         | Rotax                       | 46"43'41  | 15   |        |
| 27  | Herbert Besendörfer  | Yamaha                      | 46"43'87  | 24   |        |
| 28  | Josef Hutter         | Bartol                      | 46"44'46  | 27   |        |
| 29  | René Delaby          | Rotax                       | 46"48'53  | 32   |        |
| 30  | Bruno Bonhuil        | Honda                       | 46"55'40  | 39   |        |
| 31  | Jochen Schmid        | Yamaha                      | + 1 ronde | 40   |        |
| 32  | Andy Watts           | EMC-Rotax                   | + 1 ronde | 30   |        |
| 33  | Gary Noel            | EMC-Rotax                   | + 1 ronde | 38   |        |

#### Niet gefinisht
| Coureur              | Merk             | Oorzaak   | Grid |
| -------------------- | ---------------- | --------- | ---- |
| Sito Pons            | Campsa-HRC-Honda |           | 6    |
| Jean-Louis Tournadre | Yamaha           |           | 14   |
| Reinhold Roth        | HB-Römer-Honda   | Val       | 16   |
| Antonio García       | JJ Cobas-Rotax   |           | 37   |
| Manfred Herweh       | HB-Aprilia-Rotax | Koppeling | 26   |
| Michel Simeon        | Yamaha           |           | 28   |
| Michael Lederer      | Rotax            |           | 35   |

#### Niet gekwalificeerd
| Coureur         | Merk          | Oorzaak  |
| --------------- | ------------- | -------- |
| Cees Doorakkers | Honda         |          |
| Loris Reggiani  | Aprilia-Rotax | Blessure |

### Top tien tussenstand 250cc-klasse
| Pos. | Coureur             | Merk                        | Ptn. |
| ---- | ------------------- | --------------------------- | ---- |
| 1    | Carlos Lavado       | HB-Venemotos-Yamaha         | 42   |
| 2    | Toni Mang           | Rothmans-HRC-Honda          | 39   |
| 3    | Martin Wimmer       | Marlboro-Agostini-Yamaha    | 26   |
| 4    | Jean-François Baldé | Rothmans Katayama-Honda     | 21   |
| 5    | Sito Pons           | Campsa-HRC-Honda            | 16   |
| 6    | Jacques Cornu       | ELF-Parisienne-Honda        | 15   |
| 7    | Pierre Bolle        | ELF-Parisienne              | 13   |
| 8    | Fausto Ricci        | HRC-Honda                   | 8    |
| 9    | Donnie McLeod       | Silverstone-Armstrong-Rotax | 7    |
| 10   | Dominique Sarron    | Rothmans-Honda              | 4    |

## 125cc-klasse

### De training
Garelli besloot in Duitsland (nog) geen stalorders uit te vaardigen en dat leek ook niet nodig gezien het gemak waarmee Luca Cadalora en Fausto Gresini de eerste twee startplaatsen haalden. 

#### Trainingstijden
| Pos | Coureur            | Merk           | Tijd    |
| --- | ------------------ | -------------- | ------- |
| 1.  | Luca Cadalora      | FMI-Garelli    | 1"51'62 |
| 2.  | Fausto Gresini     | FMI-Garelli    | 1"52'07 |
| 3.  | Domenico Brigaglia | Ducados-MBA    | 1"53'23 |
| 4.  | Ezio Gianola       | MBA            | 1"53'53 |
| 5.  | Ángel Nieto        | Ducados-MBA    | 1"53'61 |
| 6.  | August Auinger     | Bartol-LCR-MBA | 1"53'95 |
| 7.  | Bruno Kneubühler   | LCR-MBA        | 1"54'10 |
| 8.  | Thierry Feuz       | MBA            | 1"54'40 |
| 9.  | Pier Paolo Bianchi | MBA            | 1"54'57 |
| 10. | Alfred Waibel      | MBA            | 1"54'79 |

### De race
De 125cc-race leek wel wat op de wedstrijden uit het verleden, toen Ángel Nieto de regie voerde over zijn teamgenoten door achteruitkijkend aanwijzingen te geven en vervolgens te winnen. Dit keer was de regisseur Luca Cadalora die probeerde Fausto Gresini naar voren te krijgen en hem de overwinning te laten. Gresini had echter veringproblemen en toen Cadalora zich dat realiseerde reed hij weg om de race te winnen. Ze hadden op dat moment Ezio Gianola, Domenico Brigaglia, August Auinger en Bruno Kneubühler op achterstand gereden. Brigaglia viel echter in de laatste bocht en Auinger viel uit. Gresini had voldoende voorsprong om Gianola achter zich te houden en werd tweede. Het Ducados-MBA-team van manager Paolo Pileri leed een gevoelige nederlaag, want behalve Brigaglia viel ook Ángel Nieto uit. 

#### Uitslag 125cc-klasse
| Pos | Coureur                | Merk           | Tijd      | Grid | Punten |
| --- | ---------------------- | -------------- | --------- | ---- | ------ |
| 1   | Luca Cadalora          | FMI-Garelli    | 43"34'77  | 1    | 15     |
| 2   | Fausto Gresini         | FMI-Garelli    | 43"47'14  | 2    | 12     |
| 3   | Ezio Gianola           | MBA            | 44"01'60  | 4    | 10     |
| 4   | Bruno Kneubühler       | LCR-MBA        | 44"11'26  | 7    | 8      |
| 5   | Thierry Feuz           | MBA            | 44"29'07  | 8    | 6      |
| 6   | Willy Pérez            | MBA            | 44"32'59  | 16   | 5      |
| 7   | Olivier Liégeois       | Assmex-MBA     | 44"36'99  | 12   | 4      |
| 8   | Paolo Casoli           | MBA            | 44"37'91  | 11   | 3      |
| 9   | Johnny Wickström       | MBA            | 44"38'92  | 14   | 2      |
| 10  | Alfred Waibel          | MBA            | 44"45'56  | 10   | 1      |
| 11  | Pier Paolo Bianchi     | MBA            | 44"46'61  | 9    |        |
| 12  | Thomas Møller-Pedersen | MBA            | 45"06'79  | 17   |        |
| 13  | Robin Appleyard        | MBA            | 45"13'36  | 29   |        |
| 14  | Jussi Hautaniemi       | MBA            | 45"20'00  | 36   |        |
| 15  | Steve Mason            | MBA            | 45"20'25  | 27   |        |
| 16  | Patrick Daudier        | MBA            | 45"20'69  | 20   |        |
| 17  | Adi Stadler            | MBA            | 45"20'88  | 21   |        |
| 18  | Håkan Olsson           | MBA            | + 1 ronde | 31   |        |
| 19  | Norbert Peschke        | MBA            | + 1 ronde | 26   |        |
| 20  | Mike Leitner           | MBA            | + 1 ronde | 19   |        |
| 21  | Manuel Hernández       | MBA            | + 1 ronde | 23   |        |
| 22  | Jacques Hutteau        | MBA            | + 1 ronde | 28   |        |
| 23  | Klaus Huber            | MBA            | + 1 ronde | 30   |        |
| 24  | Jan Eggens             | LCR-EGA        | + 1 ronde | 37   |        |
| 25  | August Auinger         | Bartol-LCR-MBA | + 1 ronde | 6    |        |
| 26  | Ernst Himmelsbach      | MBA            | + 1 ronde | 33   |        |
| 27  | Andres Sánchez         | Ducados-MBA    | + 1 ronde | 22   |        |

#### Niet gefinisht
| Coureur            | Merk        | Oorzaak | Grid |
| ------------------ | ----------- | ------- | ---- |
| Willy Hupperich    | MBA         |         | 18   |
| Erich Zürn         | MBA         |         | 34   |
| Domenico Brigaglia | Ducados-MBA | Val     | 3    |
| Giuseppe Ascareggi | Elit-MBA    |         | 25   |
| Thierry Maurer     | MBA         |         | 32   |
| Lucio Pietroniro   | Johnson-MBA |         | 15   |
| Esa Kytölä         | MBA         |         | 24   |
| Peter Balaz        | MBA         |         | 39   |
| Ivan Troisi        | MBA         |         | 35   |
| Peter Sommer       | MBA         |         | 40   |
| Dirk Hafeneger     | MBA         |         | 13   |
| Heinz Litz         | MBA         |         | 38   |
| Ángel Nieto        | Ducados-MBA |         | 5    |

### Top tien tussenstand 125cc-klasse
| Pos. | Coureur            | Merk           | Ptn. |
| ---- | ------------------ | -------------- | ---- |
| 1    | Fausto Gresini     | FMI-Garelli    | 42   |
| 2    | Luca Cadalora      | FMI-Garelli    | 31   |
| 3    | Ezio Gianola       | MBA            | 20   |
| 4    | Domenico Brigaglia | Ducados-MBA    | 12   |
| 4    | Ángel Nieto        | Ducados-MBA    | 12   |
| 6    | Willy Pérez        | MBA            | 11   |
| 7    | August Auinger     | Bartol-LCR-MBA | 10   |
| 7    | Pier Paolo Bianchi | MBA            | 10   |
| 7    | Johnny Wickström   | MBA            | 10   |
| 7    | Thierry Feuz       | MBA            | 10   |

## 80cc-klasse

### De training
Ian McConnachie kreeg wat krediet van Krauser, waardoor hij zijn machine kon oplappen die na zijn val in Monza én een vastloper flink beschadigd was. McConnachie beloonde dit met een vierde trainingstijd, precies even snel als Hans Spaan, die ook zijn eerste redelijke startpositie bereikte. Stefan Dörflinger reed opnieuw de snelste trainingstijd voor Jorge Martínez en Ángel Nieto. 

#### Trainingstijden
| Pos | Coureur            | Merk                  | Tijd    |
| --- | ------------------ | --------------------- | ------- |
| 1.  | Stefan Dörflinger  | Krauser               | 1"57'96 |
| 2.  | Jorge Martínez     | Ducados-Derbi         | 1"58'17 |
| 3.  | Ángel Nieto        | Ducados-Derbi         | 1"58'53 |
| 4.  | Ian McConnachie    | Krauser               | 1"58'81 |
| 5.  | Hans Spaan         | Hertog Jan-HuVo-Casal | 1"58'81 |
| 6.  | Manuel Herreros    | Ducados-Derbi         | 1"59'50 |
| 7.  | Pier Paolo Bianchi | Seel-MBA              | 2"00'06 |
| 8.  | Juan Bolart        | Autisa                | 2"00'42 |
| 9.  | Gerhard Waibel     | Real-Krauser          | 2"01'70 |
| 10. | Rainer Kunz        | Ziegler               | 2"02'09 |

### De race
De 80cc-klasse opende de Duitse Grand Prix met een spectaculaire wedstrijd. De start was voor Pier Paolo Bianchi, die werd gevolgd door Jorge Martínez, Manuel Herreros en Hans Spaan. Stefan Dörflinger had vier ronden nodig om aansluiting te vinden, maar Ian McConnachie had de pech dat hij om een grote valpartij te omzeilen door het gras moest omrijden. Martínez nam de leiding voor Herreros, Dörflinger en Ángel Nieto, maar viel in de zesde ronde stil door een defecte ontsteking. Herreros nam de leiding over, maar nu had Ducados duidelijk stalorders uitgevaardigd. Dat was ook wel nodig gebleken na het debacle in de GP des Nations. Herreros besloot dan ook om Dörflinger zoveel mogelijk dwars te zitten om Nieto aansluiting te laten krijgen. Diens Derbi kwam echter vermogen tekort en toen dat duidelijk werd ging Herreros voor zijn eigen kansen. Intussen had McConnachie, die de eerste ronde als laatste had voltooid, een geweldige inhaalrace gereden en hij finishte als derde, nog voor Nieto. 

#### Uitslag 80cc-klasse
| Pos | Coureur             | Merk                  | Tijd      | Grid | Punten |
| --- | ------------------- | --------------------- | --------- | ---- | ------ |
| 1   | Manuel Herreros     | Ducados-Derbi         | 36"06'81  | 6    | 15     |
| 2   | Stefan Dörflinger   | Krauser               | 36"08'13  | 1    | 12     |
| 3   | Ian McConnachie     | Krauser               | 36"08'72  | 4    | 10     |
| 4   | Ángel Nieto         | Ducados-Derbi         | 36"17'56  | 3    | 8      |
| 5   | Gerhard Waibel      | Real-Krauser          | 36"34'57  | 9    | 6      |
| 6   | Hans Spaan          | Hertog Jan-HuVo-Casal | 36"35'53  | 5    | 5      |
| 7   | Josef Fischer       | Krauser               | 36"48'33  | 18   | 4      |
| 8   | Henk van Kessel     | Krauser               | 36"50'61  | 15   | 3      |
| 9   | Felix Rodríguez     | Autisa                | 37"04'23  | 14   | 2      |
| 10  | Luis Miguel Reyes   | Autisa                | 37"04'60  | 20   | 1      |
| 11  | Alex Barros         | Autisa                | 37"04'77  | 19   |        |
| 12  | Gert Kafka          | Krauser               | 37"06'27  | 16   |        |
| 13  | Michael Gschwander  | Krauser               | 37"39'46  | 26   |        |
| 14  | Salvatore Milano    | Krauser               | 37"39'65  | 24   |        |
| 15  | Steve Mason         | MBA                   | 38"14'48  | 33   |        |
| 16  | Richard Bay         | Maico                 | + 1 ronde | 28   |        |
| 17  | Günter Schirnhofer  | Krauser               | + 1 ronde | 22   |        |
| 18  | Reinhard Koberstein | Krauser               | + 1 ronde | 27   |        |
| 19  | Hans Koopman        | Ziegler               | + 1 ronde | 32   |        |
| 20  | Chris Baert         | Seel-MBA              | + 1 ronde | 40   |        |
| 21  | Herri Torrontegui   | Autisa                | + 1 ronde | 37   |        |
| 22  | Jos van Dongen      | Krauser               | + 1 ronde | 38   |        |
| 23  | Rainer Partl        | Huvo-Casal            | + 1 ronde | 39   |        |
| 24  | Raimo Lipponen      | Keifer                | + 1 ronde | 36   |        |
| 25  | Bert Smit           | BZ-Minarelli          | + 1 ronde | 23   |        |
| 26  | Aad Wijsman         | Harmsen               | + 1 ronde | 41   |        |

#### Niet gefinisht
| Coureur            | Merk                  | Oorzaak    | Grid |
| ------------------ | --------------------- | ---------- | ---- |
| Mario Stocco       | Casal                 |            | 29   |
| Jarno Piepponen    | Krauser               |            | 35   |
| Lionel Robert      | Krauser               |            | 30   |
| René Dünki         | Krauser               |            | 21   |
| Rainer Kunz        | Ziegler               | Val        | 10   |
| Theo Timmer        | Hertog Jan-HuVo-Casal | Val        | 12   |
| Jorge Martinez     | Ducados-Derbi         | Ontsteking | 2    |
| Pier Paolo Bianchi | Seel-MBA              |            | 7    |
| Juan Bolart        | Autisa                |            | 8    |
| Domingo Gil Blanco | Autisa                |            | 13   |
| Reiner Scheidhauer | Seel-MBA              | Val        | 17   |
| Thomas Engl        | Krauser               | Val        | 31   |

#### Niet gestart
| Coureur      | Merk  | Oorzaak  |
| ------------ | ----- | -------- |
| Stefan Prein | Casal | Blessure |

### Top tien tussenstand 80cc-klasse
| Pos. | Coureur            | Merk                  | Ptn. |
| ---- | ------------------ | --------------------- | ---- |
| 1    | Manuel Herreros    | Ducados-Derbi         | 35   |
| 2    | Stefan Dörflinger  | Krauser               | 29   |
| 3    | Jorge Martínez     | Ducados-Derbi         | 27   |
| 4    | Ángel Nieto        | Ducados-Derbi         | 20   |
| 5    | Gerhard Waibel     | Real-Krauser          | 18   |
| 6    | Ian McConnachie    | Krauser               | 16   |
| 7    | Pier Paolo Bianchi | Seel-MBA              | 14   |
| 8    | Hans Spaan         | Hertog Jan-HuVo-Casal | 9    |
| 9    | Juan Ramón Bolart  | Autisa                | 5    |
| 9    | Theo Timmer        | Hertog Jan-HuVo-Casal | 5    |

## Zijspanklasse

### De training
Hoewel de Yamaha TZ 500-motoren die de meeste zijspanrijders gebruikten toch begonnen te verouderen, ging de nieuwe Krauser van Rolf Biland steeds meer op die motoren lijken. Hij had nu ook - zoals de meeste concurrenten - Hummel-cilinders gemonteerd. Met dit blok, waar ook teamgenoot Alain Michel op zat te wachten, reed hij de snelste trainingstijd in Duitsland. Egbert Streuer maakte zich echter nog niet te veel zorgen. Hij was druk met het testen van banden, die het op het wisselende asfalt 25 ronden moesten uithouden. 

#### Trainingstijden
| Pos | Coureur          | Bakkenist          | Merk               | Tijd    |
| --- | ---------------- | ------------------ | ------------------ | ------- |
| 1.  | Rolf Biland      | Kurt Waltisperg    | LCR-Krauser        | 1"47'78 |
| 2.  | Egbert Streuer   | Bernard Schnieders | LCR-Yamaha         | 1"47'88 |
| 3.  | Markus Egloff    | Urs Egloff         | LCR-Seel           | 1"48'11 |
| 4.  | Steve Webster    | Tony Hewitt        | LCR-Yamaha         | 1"48'59 |
| 5.  | Rolf Steinhausen | Bruno Hiller       | Busch-Yamaha       | 1"49'07 |
| 6.  | Alfred Zurbrügg  | Martin Zurbrügg    | LCR-Yamaha         | 1"49'27 |
| 7.  | Alain Michel     | Jean-Marc Fresc    | Krauser-LCR-Yamaha | 1"49'66 |
| 8.  | Derek Jones      | Brian Ayres        | LCR-Yamaha         | 1"50'22 |
| 9.  | Steve Abbott     | Shaun Smith        | Windle-Yamaha      | 1"51'13 |
| 10. | René Progin      | Yvan Hunziker      | Seymaz-Yamaha      | 1"51'48 |

### De race
De eerste startplaats van Rolf Biland bleek in de race geflatteerd. Hij ging met bakkenist Kurt Waltisperg weliswaar vanaf de start aan de leiding, maar al in de eerste ronde passeerden Egbert Streuer/Bernard Schnieders de combinatie Steve Webster/Tony Hewitt en sloten achter Biland aan. Beide combinaties sloegen samen een enorm gat met de concurrentie, waarbij Rolf Steinhausen/Bruno Hiller, Steve Abbott/Shaun Smith, Alain Michel/Jean-Marc Fresc en Derek Jones/Brian Ayres mooie gevechten leverden. Webster pakte de derde positie maar viel met ontstekingsproblemen uit. Rolf Steinhausen nam de positie over, maar kreeg ook pech. Derek Jones was nu derde maar maakte een fout en viel terug naar de vijfde positie en zo kwam Alain Michel op de derde plaats terecht. Intussen bleef Streuer achter Biland rijden tot drie ronden voor het einde. Toen kon hij zich niet meer inhouden, passeerde Biland en reed nog ruim vijf seconden van hem weg. Streuer had naar eigen zeggen wel drie seconden per ronde sneller kunnen gaan, maar vond het op deze manier "leuker voor het publiek". Michel leek derde te worden, maar kreeg in de laatste ronde een lekke band, waardoor hij als zesde over de finish ging.

#### Uitslag zijspanklasse
| Pos | Coureur          | Bakkenist          | Merk               | Tijd     | Grid | Punten |
| --- | ---------------- | ------------------ | ------------------ | -------- | ---- | ------ |
| 1   | Egbert Streuer   | Bernard Schnieders | LCR-Yamaha         | 45"49'88 | 2    | 15     |
| 2   | Rolf Biland      | Kurt Waltisperg    | LCR-Krauser        | 45"55'09 | 1    | 12     |
| 3   | Steve Abbott     | Shaun Smith        | Windle-Yamaha      | 46"32'22 | 9    | 10     |
| 4   | Alfred Zurbrügg  | Martin Zurbrügg    | LCR-Yamaha         |          | 6    | 8      |
| 5   | Derek Jones      | Brian Ayres        | LCR-Yamaha         |          | 8    | 6      |
| 6   | Alain Michel     | Jean-Marc Fresc    | Krauser-LCR-Yamaha |          | 7    | 5      |
| 7   | Markus Egloff    | Urs Egloff         | LCR-Seel           |          | 3    | 4      |
| 8   | René Progin      | Yvan Hunziker      | Seymaz-Yamaha      |          | 10   | 3      |
| 9   | Theo van Kempen  | Geral de Haas      | LCR-Yamaha         |          | 12   | 2      |
| 10  | Mick Barton      | Fritz Buck         | LCR-Yamaha         |          | 14   | 1      |
| 11  | Hans Hügli       | Markus Fährni      | LCR-Yamaha         |          | 15   |        |
| 12  | Frank Wrathall   | Simon Birchall     | LCR-Yamaha         |          |      |        |
| 13  | Wolfgang Stropek | Hans-Peter Demling | LCR-Yamaha         |          |      |        |
| 14  | Bernd Scherer    | Adolf Hänni        | BSR-Yamaha         |          |      |        |
| 15  | Erwin Weber      | Klaus Kolb         | LCR-Rotax          |          |      |        |
| 16  | Derek Bayley     | Brian Nixon        | LCR-Ricardo Z      |          | 11   |        |
| 17  | Dennis Bingham   | Julia Bingham      | LCR-Yamaha         |          |      |        |
| 18  | Barry Brindley   | Chris Jones        | Windle-Yamaha      |          |      |        |

#### Niet gefinisht
| Coureur          | Bakkenist    | Merk         | Oorzaak    | Grid |
| ---------------- | ------------ | ------------ | ---------- | ---- |
| Steve Webster    | Tony Hewitt  | LCR-Yamaha   | Ontsteking | 4    |
| Rolf Steinhausen | Bruno Hiller | Busch-Yamaha |            | 5    |
| Mick Boddice     | Chas Birks   | LCR-Yamaha   |            | 13   |

#### Niet deelgenomen
| Coureur       | Bakkenist    | Merk       | Oorzaak  |
| ------------- | ------------ | ---------- | -------- |
| Masato Kumano | Helmut Diehl | LCR-Yamaha | Blessure |

### Top tien tussenstand zijspanklasse
Conform wedstrijduitslag

## Trivia

### Klappen
Na afloop van de 80cc-race kreeg Rainer Kunz een klap tegen zijn hoofd van Theo Timmer, die door Kunz onderuit gereden was. Voor Kunz was het de tweede klap die hij van een Nederlander kreeg. In 1985 had hij er - ook in Duitsland - een ontvangen van Henk van Kessel.

### Starthulp
Opnieuw oefende Wayne Gardner de duwstart uitgebreid tijdens de trainingen, maar met zijn geblesseerde knie kreeg hij de Honda NSR 500 bijna niet aan de praat. De monteurs markeerden vervolgens de juiste stand van de twistgrip met een streepje en dat werkte uitstekend. De machine sloeg al na één stap aan en daardoor had Gardner de volgende dag ook een prima start.

### Freddie Spencer
Nog steeds was de reden van de afwezigheid van Freddie Spencer in de races nevelen gehuld, maar Spencer was wel in Duitsland aanwezig en hij gaf daar een interview met de verklaring. Hij hoopte de peesschedeontsteking in zijn arm te laten genezen met massage,  elektroshocktherapie en ijsbehandelingen. Een operatie was ook mogelijk, maar dan zou hij maanden aan de kant moeten blijven. Met de therapieën hoopte hij sneller te genezen en hij had zelfs zijn kansen op de wereldtitel nog niet opgegeven.
1925 · 1926 · 1927 · 1928 · 1929 · 1930 · 1931 · 1933 · 1934 · 1935 · 1936 · 1937 · 1938 · 1939 · 1949 · 1950 · 1951 · 1952 · 1953 · 1954 · 1955 · 1956 · 1957 · 1958 · 1959 · 1960 · 1961 · 1962 · 1963 · 1964 · 1965 · 1966 · 1967 · 1968 · 1969 · 1970 · 1971 · 1972 · 1973 · 1974 · 1975 · 1976 · 1977 · 1978 · 1979 · 1980 · 1981 · 1982 · 1983 · 1984 · 1985 · 1986 · 1987 · 1988 · 1989 · 1990 · 1991 · 1992 · 1993 · 1994 · 1995 · 1996 · 1997 · 1998 · 1999 · 2000 · 2001 · 2002 · 2003 · 2004 · 2005 · 2006 · 2007 · 2008 · 2009 · 2010 · 2011 · 2012 · 2013 · 2014 · 2015 · 2016 · 2017 · 2018 · 2019 · 2021 · 2022 · 2023 · 2024 · 2025